# My Winter Storm
My Winter Storm (en español: Mi tormenta invernal) es el título del álbum debut (tras su separación de Nightwish) de la soprano Tarja Turunen. La grabación de este álbum comenzó en agosto de 2006, fue lanzado por Universal Music el 14 de noviembre de 2007, en Finlandia el 9 de enero de 2008 en Brasil y el 26 de febrero de 2008 en los Estados Unidos. El álbum fue lanzado en varias versiones especiales de los diferentes países, cada uno con bonus tracks y el material especial en video que no están presentes en la versión normal del disco. También lanzó un LP de edición limitada para el Reino Unido de sólo 300 copias.
El álbum, que incluye la participación de algunos nombres importantes de la música, como Martín Tillman y productor de bandas sonoras de James Dooley, abarca diferentes estilos musicales a través del rock, metal, música clásica, pop, folk, todos conectados a la voz lírica Tarja. Las grabaciones tuvieron lugar en once estudios de ocho países que fueron Finlandia, Brasil, Irlanda, Estados Unidos, España, Suiza, Alemania y República Checa. "My Winter Storm", aunque no entra en los parámetros de un álbum conceptual, tiene una historia detrás de la mayoría de las canciones.El guitarrista Kiko Loureiro de la banda brasileña Angra, toca la guitarra en "Calling Grace".
En la primera semana de lanzamiento el álbum alcanzó la primera posición del Top 40 de Finlandia, y en un mes vendió más de 20 000 copias vendidas logrando el oro,y ha ganado dos de Platino en Rusia y en junio de 2011 ganó el oro en Alemania, con más de 100 000 copias vendidas. En general, el álbum pasó dos meses y medio en las listas de ventas de Finlandia, y ha pasado cuatro meses en el Top 100 alemán, dos meses en el Top 100 de Suiza y un mes entero en el Top 40 de Austria, que finalizó en 2007 el puesto 11 en la lista de Billboard de los 100 entre los álbumes más vendidos del año en Europa.

## Composición
"Ite, missa est" (Vayan en Paz) es la introducción de la canción "I Walk Alone", que a su vez, inspiré mucho en las composiciones de Mozart, Tarja dijo que esta canción está dedicada a Nightwish. "Lost Northern Star", fue escrito en Ibiza junto a Michelle y Kiko Masbaum Leonard, producido con riffs pesados en contraste con la más elocuente en sus letras. "The Reign", fue escrito por Torsten Stenzel cuando conoció a Tarja en Ibiza, y también asumió los teclados en estudio de la canción de grabación. "My Little Phoenix" tuvo algunas influencias del vals.
"Die Alive" se trata de vivir la vida intensamente, por lo que si muriera mañana, no tendría remordimientos. "Boy and the Ghost" es una melodía acompañada en su mayoría por un teclado, junto a la voz de Tarja, y a los últimos minutos de la guitarra y la batería se introducen, junto con un coro al estilo de "Sing For Me", que tiene el mismo ritmo y fue la última canción en el álbum. "Oasis" es una canción acústica, grabado en el piano, fue compuesto en su totalidad de Tarja en honor de su esposo, Marcelo Cabuli. "Poison" es un cover del cantante Alice Cooper.
"Our Great Divide" tenía su melodía hecha por Anders und Wollbeck Mattias Lindblom, y en partes por banda, es una canción de amor sobre dos amantes que tienen un problema serio "Damned and Divine", tiene otra versión,Damned Vampire & Gothic Divine, más pesado que el original. "Minor Heaven" fue creado para ser una pieza clásica, pero se le permitió incluir a la guitarra en partes finales. "Ciaran's Well" es el tema más metalero del álbum, los instrumentos fueron grabados en Irlanda, pero las voces fueron grabadas en Hamburgo, Alemania. "Calling Grace" cuenta con la participación del guitarrista brasileño Kiko Loureiro tocando la guitarra.

## Producción

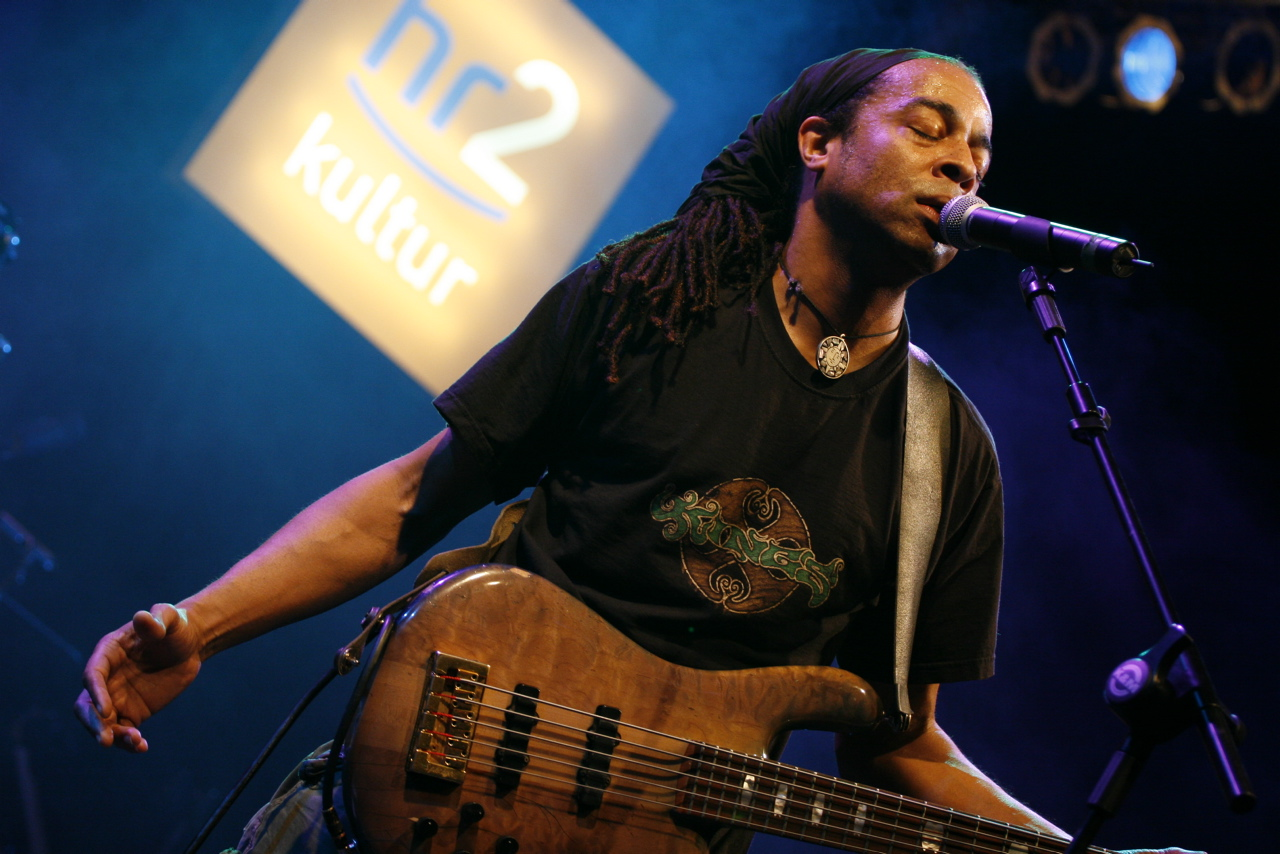
El bajista Doug Wimbish grabó partes del bajo para el álbum.

Los primeros demos fueron grabados por Tarja en Buenos Aires, Argentina, y se completó el 24 de mayo de 2007. En junio de Tarja viajó a la República de Irlanda, para los estudios Grouse Lodge en County Westmeath, ya utilizado antes por artistas como Manic Street Preachers, Michael Jackson y R.E.M Algunos músicos en el álbum no formaron parte de su gira con Tarja, mientras el bajista Doug Wimbish y el guitarrista Alex Scholpp sí.
Las grabaciones instrumentales comenzaron en junio de 2007, todavía en Irlanda, y entre los días 20 y 26 de junio Tarja grabó las voces finales en algunas canciones. En julio Tarja viajó a la isla de Ibiza, en el este de España, para las grabaciones vocales; el día 19 del dicho mes el guitarrista brasileño Kiko Loureiro envió sus partes de guitarra para la canción "Calling Grace", destinado a ser la canción final del álbum. Del 30 de julio hasta mediados de agosto, Tarja fue a Finnvox Studios en Helsinki, la capital finlandesa, para las grabaciones de piano realizados por un viejo amigo de Tarja, Izumi Kawakatsu, que conoció a Tarja en la ciudad alemana de Karlsruhe, en el año 2003. Izumi grabó las canciones de "Oasis", "Boy And The Ghost" y "Minor Heaven".
En agosto, Tarja viajó a Zúrich, la capital suiza, para encontrar al productor Martín Tillman, que ayudó a crear algunas nuevas canciones para el álbum, y ha grabado algunas partes de guitarra y violonchelo. El 6 de agosto, Tarja partió a Los Ángeles, Estados Unidos, para trabajar con Jim Dooley en los Remote Control Studios, en la producción orquestales y coros de fondo.Igualmente en agosto, Tarja comenzó el proceso de mezcla con Slamm Andrews y, mientras tanto el productor, Mel Wesson, adelantaba parte del álbum en Londres, Inglaterra.
En septiembre, después de unas sesiones de fotos en Alemania, Tarja volvió a Los Ángeles, esta vez para la grabación de voz en el Village Studios, ya utilizadas por los artistas como los Rolling Stone, Pink Floyd y Aerosmith, entre otros. Fue el último estudio utilizado para la grabación del álbum, que tuvo su última edición después de los Finnvox Studios en Helsinki

## Lista de canciones
| Pista | Título                      | Tiempo |
| ----- | --------------------------- | ------ |
| 1     | Ite, Missa Est              | 0:27   |
| 2     | I Walk Alone                | 3:56   |
| 3     | Lost Northern Star          | 4:22   |
| 4     | Seeking For The Reign       | 0:58   |
| 5     | The Reign                   | 4:07   |
| 6     | The Escape Of The Doll      | 0:32   |
| 7     | My Little Phoenix           | 4:02   |
| 8     | Boy And The Ghost           | 4:36   |
| 9     | Sing For Me                 | 4:16   |
| 10    | Oasis                       | 5:10   |
| 11    | Poison (Alice Cooper cover) | 4:01   |
| 12    | Our Great Divide            | 5:05   |
| 13    | Sunset                      | 0:36   |
| 14    | Damned And Divine           | 4:29   |
| 15    | Die Alive                   | 4:04   |
| 16    | Minor Heaven                | 4:00   |
| 17    | Ciaran's Well               | 3:37   |
| 18    | Calling Grace               | 3:06   |

### Pistas adicionales
1. "Damned & Divine" - 5:01
2. "I Walk Alone" (Artist Version) - 4:23
3. "I Walk Alone" (In Extremo Remix) - 4:31
4. "The Seer" (Deleted Scene - UK Bonus Track) - 4:17
5. "You Would Have Loved This" (en vivo) - US Bonus Track
6. "Damned and Divine" (en vivo) - US Bonus Track

### Bonus DVD para la edición limitada
1. Galería de fotos
2. "I Walk Alone" (Single Version)
3. "I Walk Alone" (Artist Version)
4. "I Walk Alone" (Making Of The video)
5. "My Winter Storm" (Making Of The album)

### Edición Extendida
El 2 de enero de 2009 My Winter Storm fue relanzado, presentando un nuevo sencillo, versiones alternativas e interpretaciones en vivo.
1. "Enough"
2. "The Seer" (feat. Doro Pesch) - 4:22
3. "Lost Northern Star" (Tägtgren Remix) - 4:35
4. "Wisdom of Wind" - 6:29
5. "The Reign" (Score Mix) - 4:47
6. "Die Alive" (Alternative Version) - 4:08
7. "Boy and the Ghost" (Izumix) - 4:14
8. "Calling Grace" (Full Version) - 3:18
9. "Lost Northern Star" (Ambience Sublow Mix) - 4:56
10. "Damned and Divine" (en vivo desde Kuusankoski) - 5:44
11. "You Would Have Loved This" (en vivo desde Kuusankoski) - 4:04
12. "Our Great Divide" (en vivo desde Kuusankoski) - 5:16
13. "Ciarán's Well" (en vivo desde Kuusankoski) - 3:48

### The Seer
The Seer fue un EP limitado a sólo 1000 copias y está disponible solamente en el Reino Unido. Contiene un dúo con Doro, remixes de canciones del álbum My Winter Storm, y grabaciones en vivo. Fue lanzado por Spinefarm el 1 de diciembre de 2008.
1. "The Seer" (a dúo con Doro) - 4:22
2. "Lost Northern Star" (Tägtgren Remix) - 4:35
3. "The Reign" (Score Mix) - 4:47
4. "Die Alive" (Versión Alternativa) - 4:08
5. "Boy and the Ghost" (Izumix) - 4:14
6. "Calling Grace" (Full Version) - 3:18
7. "Lost Northern Star" (Ambience Sublow Mix) - 4:56
8. "Damned and Divine" (en vivo en Kuusankoski) - 5:44
9. "You Would Have Loved This" (en vivo en Kuusankoski) - 4:04
10. "Our Great Divide" (en vivo en Kuusankoski) - 5:16
11. "Ciarán's Well" (en vivo en Kuusankoski) - 3:48

## Lanzamiento y promociones

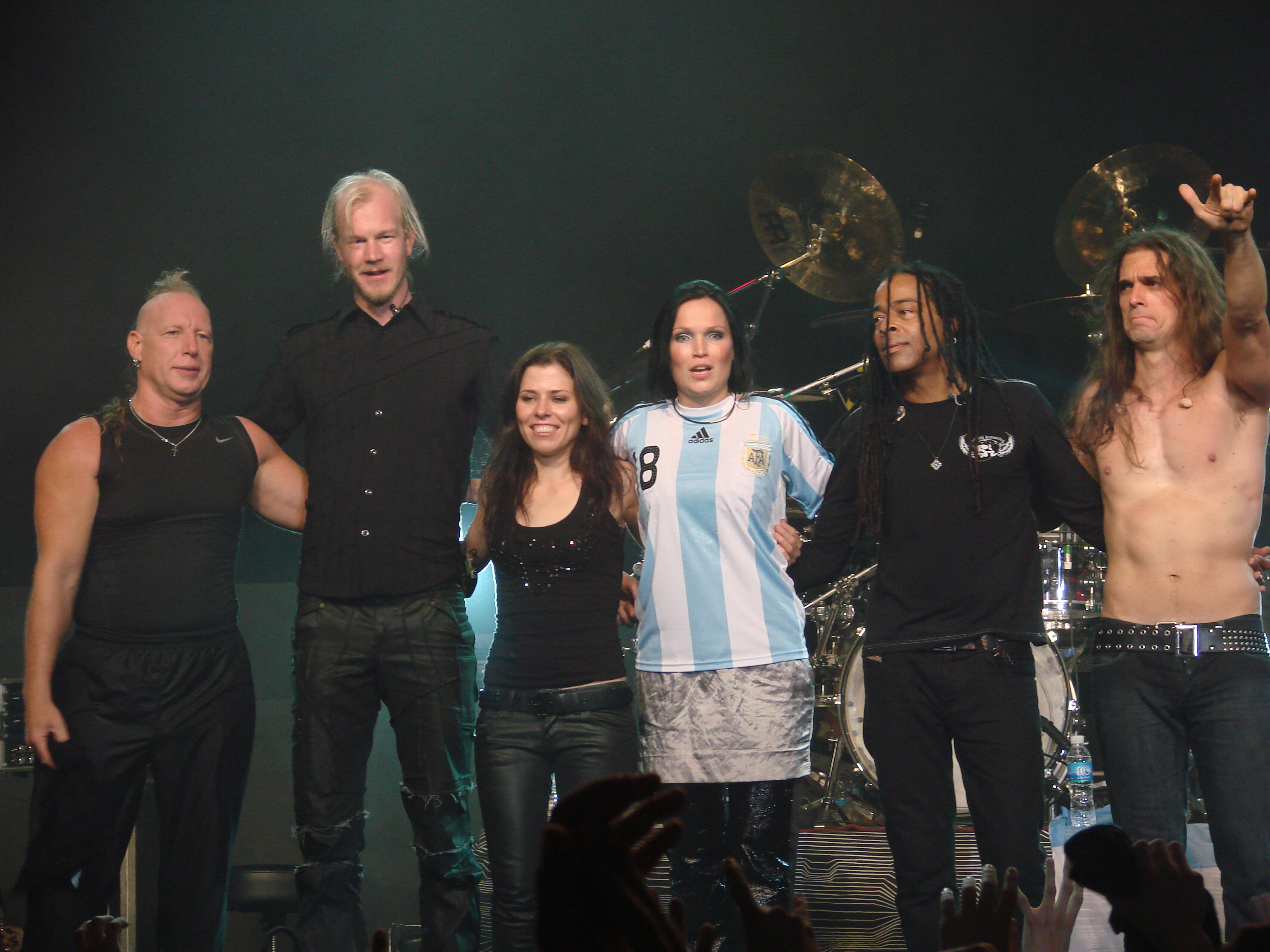
Tarja y su banda en Buenos Aires, Argentina, el 6 de septiembre de 2008.

En la primera semana de lanzamiento, "My Winter Storm" encabezó las listas finlandesas oficiales, paso dos meses en el Top 24, y ha ganado el Platino con 30 000 copias vendidas, también han pasado más allá dos meses en la lista de álbumes más vendidos en Suiza y más de un mes en la lista de Austria.
Tarja hizo una gran gira mundial, con el nombre "Storm World Tour" comenzó con una serie de 10 conciertos en Europa en 2007, con la presentación por primera vez en Berlín, Alemania, el 25 de noviembre.
En 2008 fue el comienzo de la gira, que comenzó con el "Metal Female Voices Festival" en Bélgica, seguido por una serie de 11 conciertos en Europa y terminando con dos noches en Rusia. Después de estos conciertos, Tarja comenzó el su gira por América Latina, que pasó por México, Colombia, Chile y Argentina. El viaje a Brasil tenía seis fechas en Sao Paulo, Curitiba, Porto Alegre, Fortaleza (festival), Belo Horizonte y Río de Janeiro. Tarja ha realizado más de 16 conciertos en Europa antes de un breve descanso.
Tarja comenzó el 2009 haciendo una gira por América del Norte (EE. UU. y Canadá) y luego regresó a México y Argentina, también hace su debut en Venezuela. Tarja finalizó la gira con una serie de conciertos en festivales de rock y realiza un paso en Europa, con la última fecha en la O2 Academy Islington en Londres, Inglaterra el 19 de octubre

## Estilo musical
Después de su salida de Nightwish, se rumoreaba que la carrera de Tarja seguiría orientada en la música clásica, ella aclaró que no era del todo cierto, ya que "My Winter Storm" a pesar de que contiene canciones clásicas como "The Reigin" y "Calling Grace" también ha calificado al álbum de rock alternativo, como "Die Alive" y "Poison", a pesar de la crítica en general ningunas de las canciones poseen el estilo del metal sinfónico.
El uso de la voz lírica de Tarja era más evidente que nunca, ya que, de acuerdo por la misma Tarja se sentía "lo suficientemente madura como para tratar de usar su voz de una manera diferente, por primera vez".
El Allmusic, uno de los principales colaboradores de música en Internet señaló que el álbum es "más suave y reflexivo" que ninguna otro trabajo de la cantante, y consideró el registro vocal "desgarrada" en Ciarán's Well al punto más heavy metal, aunque no totalmente encaja en ese estilo "(...) .
En una entrevista para la revista Rock Brigade, Tarja dijo que quería que el álbum tenga un estilo diferente, que suena como una banda sonora de películas, 21 y ella dice que esta idea ha traído algunas dificultades en la grabación, especialmente con la discográfica, se preocupaba por el hecho de que diferentes estilos podrían afectar a la venta del álbum:

"Cada vez que mencionaba el término "banda sonora", se sorprendierón, pensando que iba a hacer un disco sólo de música oriantado en lo instrumental . No fue fácil convencerlos de que la idea principal detrás de este álbum era que tenía cuatro elementos principales: un sonido de películas, mi voz lírica - en el momento previo, incluí las orquestas y guitarras pesadas. Y eso sería una mezcla de estos cuatro elementos clave que haría que mi visión se concrete"

## Posicionamiento
| País            | Listas (2007)                           | Números posición |
| --------------- | --------------------------------------- | ---------------- |
| Alemania        | Media Control Charts                    | 3                |
| Austria         | Ö3 Austria Top 40                       | 11               |
| Bélgica         | Ultratop (Flanders) Ultratop (Wallonia) | 78 94            |
| Unión Europea   | European Hot 100 Singles                | 11               |
| Finlandia       | Finnish Albums Chart                    | 1                |
| Francia         | French Albums Chart                     | 88               |
| Noruega         | Norwegian Albums Chart                  | 36               |
| España          | Productores de Música de España         | 77               |
| Suecia          | Swedish Albums Chart                    | 41               |
| Suiza           | Swiss Music Charts                      | 15               |
| Estados Unidos  | Top Heatseekers                         | 46               |
| República Checa | Czech Albums Chart                      | 33               |

| Región          | Provedo | Certificación | Ventas   |
| --------------- | ------- | ------------- | -------- |
| República Checa | IFPI    | Oro           | 3000+    |
| Finlandia       | IFPI    | Platino       | 28 903+  |
| Alemania        | MCC     | Oro           | 100 000+ |
| Hungría         | MAHASZ  | Oro           | 3000+    |
| Rusia           | NFPP    | 2xPlatino     | 20 000+  |
| Suiza           | IFPI    | Oro           | 15 000+  |

## Créditos
| Músicos - Tarja Turunen - Voz principal - Doug Wimbish - Bajo - Alex Scholpp - Guitarra - Earl Harvin - Batería - Torsten Stenzel - Teclado y programador - Martin Tillman - Violonchelo acústico y eléctrico - Izumi Kawakatsu - Piano - Peter Tägtgren - Guitarra ("Lost Norther Star") - Kiko Loureiro - Viola ("Calling Grace") - Doro Pesch - Voz femenina ("The Seer") - Lili Haydin - Violín - Czech Film Orchestra - Coro y orquestra - Toni Turunen - Voz de respaldo - Tea Tähtinen - Voz de respaldo - Daniel Presley - Voz de respaldo | Equipo técnico - Dana Niu - arreglos Orquestales - James Dooley - Orquestación y arreglos corales - Mel Wesson - Equipo de sonido - Jiří Kubík - Conducción de orquesta - Jan Brych - Conducción de coro - Slamm Andrews - Mezclador - Doug Cook - Ingeniero de sonido - Louie Terán - Militarización - Dirk Rudolph - Arte de tapa - Jens Bold - Fotografías |